# Transformationsökonomie
Als Transformationsökonomie bezeichnet man die Volkswirtschaften von Ländern, die sich im Übergang von einer Zentralverwaltungswirtschaft zu einem marktwirtschaftlichen System befinden, „weil es andere Transformationen zur Zeit nicht gibt.“ Zu unterscheiden ist, ob mit dem wirtschaftlichen Transformationsprozess auch eine politische Transformation, d. h. ein Übergang von einem totalitären bzw. autoritären zu einem demokratischen System einhergeht, oder ob das politische System (nahezu) unverändert bleibt.

## Merkmale von Transformationsökonomien
Seit dem Zerfall der Sowjetunion und der Auflösung des Rates für gegenseitige Wirtschaftshilfe (RGW) sind die Staaten des östlichen Mitteleuropas (siehe Visegrád-Staaten) sowie des östlichen und südöstlichen Europas, aber auch viele Staaten in Südostasien mit unterschiedlich ausgeprägtem Reformwillen bestrebt, die sozialistische Planwirtschaft zu überwinden und marktwirtschaftliche Strukturen aufzubauen. Einige europäische Staaten haben den Transformationsprozess inzwischen weitgehend erfolgreich durchlaufen. Sichtbares Zeichen dafür war ihr Beitritt zur Europäischen Union 2004 bzw. 2007.
Gemessen an der Wirtschaftskraft, ihrem Volkseinkommen und ihrer infrastrukturellen Entwicklung sind diese Staaten heute vergleichbar mit fortgeschrittenen Entwicklungsländern und demzufolge als Schwellenländer zu klassifizieren. Andere Staaten, wie z. B. Slowenien, sind inzwischen mit den Industriestaaten West- und Südeuropas vergleichbar.
Trotz ähnlicher Indikatoren hinsichtlich der Wirtschaftskraft und Infrastrukturausstattung unterscheiden sich die Transformationsländer dennoch erheblich von den Schwellenländern, weshalb sie meist gesondert ausgewiesen werden. In der Regel weisen sie im Vergleich zu den asiatischen und lateinamerikanischen Schwellenländern ein deutlich höheres Niveau bei verschiedenen Sozialindikatoren auf (z. B. Bildung, Gesundheitsversorgung). Ein grundlegender Unterschied besteht darüber hinaus in den Ursachen und im Verlauf des Industrialisierungsprozesses. Nicht der Industrialisierungsprozess an sich steht im Mittelpunkt, sondern vielmehr die Modernisierung der industriellen Strukturen. Der Industrialisierungsgrad dieser Staaten entsprach zu Beginn der Transformation dem der westlichen Industrienationen, teilweise übertraf er ihn sogar. Die Transformation setzte zunächst mit einem dramatischen ökonomischen und in der Folge auch sozialen „Transformationsschock“ ein.
Nach dem wirtschaftlichen Zusammenbruch gab es für einige Staaten weitere Rückschläge, so dass sich vor allem in ökonomischer Sicht Indikatoren für echte Entwicklungsländer ergeben. Oftmals hängt das auch mit einem politisch begründeten Reformunwillen (Belarus, Ukraine) zusammen. Ebenfalls als echte Entwicklungsländer sind die zentralasiatischen und transkaukasischen GUS-Staaten einzustufen, z. B. Aserbaidschan und Usbekistan.
Bei einigen vormals planwirtschaftlich organisierten Entwicklungsländern fallen Transformationsprozess und Industrialisierung zusammen, so dass sie durch den Transformationsprozess zu Schwellenländern werden; dies gilt für die (ehemals) kommunistischen Staaten Südostasiens, v. a. für Vietnam, zukünftig möglicherweise auch für Laos und Kambodscha (siehe auch Fluggänsemodell).

## Wirtschaftliche Transformationsmaßnahmen

### Preisliberalisierung
In Plan- bzw. Zentralverwaltungswirtschaften werden bzw. wurden Preise vielfach durch politisch motivierte Entscheidungen festgesetzt, z. B. die äußerst niedrigen Preise für Wohnraum und Grundnahrungsmittel. Um den marktwirtschaftlichen Prozess der Preisbildung in Gang zu setzen, werden im Zuge des Transformationsprozesses Preisbindungen aufgehoben; da es sich bei den festgesetzten Preisen i. d. R. um Preise unterhalb des Markträumungsniveaus handelte, führte die Preisliberalisierung meist zu einem deutlichen Preisanstieg. In der Anfangsphase des Transformationsprozesses führte dies in vielen Ländern zu Hyperinflation mit Inflationsraten von z. T. mehreren hundert Prozent, z. B.:
- in Polen: 585 % (1990)
- in Bulgarien: 334 % (1991)
- in Rumänien: 210 % (1992)

### Wirtschaftliche Dezentralisierung
Damit Unternehmen ihre Entscheidungen am Markt und an erzielbaren Gewinnen orientieren können, müssen sie von Planvorgaben befreit und ihre wirtschaftliche Autonomie gestärkt werden.

### Stabilisierung
Neben der Inflation infolge der Preisliberalisierung sorgten auch Währungssubstitution und der Verfall des Außenwertes der Währungen vieler Transformationsländer für geld- und währungspolitische Ungleichgewichte, denen durch Maßnahmen wie die Errichtung einer unabhängigen Zentralbank oder eines Currency board begegnet wurde.
Ein weiteres Stabilitätsproblem stellte die rapide steigende Staatsverschuldung dar, weil gleichzeitig Steuereinnahmen wegbrachen und die sozialen Transformationsprobleme zu erhöhten Staatsausgaben führten.

### Privatisierung
Um einen marktgesteuerten wettbewerblichen Allokationsprozess in Gang zu setzen, wurden staatliche Monopole aufgebrochen und Unternehmensneugründungen zugelassen bzw. gefördert. Die meisten staatlichen Unternehmen wurden privatisiert, wobei unterschiedliche Formen der Privatisierung zur Anwendung kamen:
- der Verkauf an (meist ausländische) Investoren
- die Ausgabe von Anteilsscheinen an die Bevölkerung („Coupon-Privatisierung“), z. B. in größerem Umfang in der Tschechischen Republik
- der Verkauf an vormalige Manager

### Außenwirtschaftliche Liberalisierung
Neben einer Liberalisierung des Außenhandels, z. B. der Abschaffung eines staatlichen Außenhandelsmonopols, wurde auch der Kapitalverkehr erleichtert, indem Kapitalverkehrskontrollen abgeschafft, eine konvertible Währung eingeführt und Direktinvestitionen zugelassen wurden.

### Deregulierung und Wettbewerbspolitik
Neben festgelegten Preisen und Planvorgaben behinderten eine Vielzahl von Vorschriften die Entstehung von Märkten für Güter, Dienstleistungen, Arbeit und Kapital; zugleich fehlte jedoch ein wettbewerbspolitisches Instrumentarium, um die erneute Entstehung von Monopolen zu verhindern.
Die Aufgabe einer vormaligen Beschäftigungsgarantie und die Deregulierung der Arbeitsmärkte führte dazu, dass die in vielen Planwirtschaften bestehende verdeckte Unterbeschäftigung in offene Arbeitslosigkeit umschlug. Dies machte die Einführung marktkompatibler arbeitsmarktpolitischer Instrumente, z. B. Arbeitslosenversicherung, Arbeitsvermittlung, erforderlich.

## Transformationsprozess in Ostdeutschland: Austausch der alten Nomenklatura
Im Vergleich zu anderen Transformationsökonomien wurde die Marktwirtschaft in Ostdeutschland besonders rasch eingeführt. Während die osteuropäischen Länder eine Übergangs- und Experimentierphase in Form der Schattenwirtschaft erlebten, herrschte in Deutschland eine politische Zielsetzung vor, die die Angleichung an westdeutsche Standards und eine umfassende Privatisierung ehemaliger Staatsbetriebe ohne Rücksicht auf die alten ökonomischen Eliten vorantrieb. Diese verschärften Modernisierungs- und Wettbewerbsbedingungen führten jedoch nicht zu der erhofften Strukturangleichung. Im Nachhinein wird deutlich, dass die ostdeutsche Wirtschaft im Vergleich zu anderen Transformationsökonomien weder schneller noch besser in Gang gekommen ist, sondern nachhaltig von einer Industriekrise betroffen ist.

### Privatisierungspolitik der Treuhand
Die Privatisierungspolitik der Treuhandanstalt, die in einem Zeitraum von fünf Jahren etwa 15.000 Betriebe privatisierte und letztlich 10.000 Unternehmenseinheiten auf dem Markt für Unternehmenskontrolle anbot, stellte die Weichen für einen umfassenden Austausch der alten Nomenklatura. Nur ca. eine von vier Unternehmenseinheiten ging in den Besitz ostdeutscher Personen oder Unternehmen über. Aus sozialistischen Managern sind daher in den meisten Fällen – und im Gegensatz zum Transformationsprozess in anderen osteuropäischen Ländern – keine Eigentümer geworden.
Dass es trotzdem nicht zu der vielbeschworenen „Kolonialisierung“ der ostdeutschen Wirtschaft durch westdeutsches Kapital gekommen ist, kann auf eine Vielzahl regionaler Neugründungen ostdeutscher Unternehmer zurückgeführt werden. Bezieht man auch die kleinen Unternehmen in die Rechnung mit ein, so waren 1999 nur 11 % aller ostdeutschen Unternehmen in westdeutschem Besitz. Auch die stark reduzierte Zahl der Positionen im mittleren Management konnte weiterhin weitgehend von ostdeutschen Führungskräften besetzt werden. In den großen Konzernen und unter Großaktionären sind Ostdeutsche jedoch stark unterrepräsentiert.

### Sozialstruktur der Top-Manager nach der Wiedervereinigung
Die soziale Herkunft der neuen ostdeutschen Eliten offenbart Tendenzen, die als Ergebnis eines Selektionsprozesses gesehen werden können, der den Aufstieg in Führungspositionen begünstigte. Die neuen Top-Manager hatten vor der Wiedervereinigung meist Leitungspositionen im mittleren Management der Kombinate und konnten nach der Wende teils beträchtliche Positionsaufstiege erzielen. Im industriellen Sektor werden diese Stellen beispielsweise von männlichen Akademikern besetzt, die im Schnitt zwischen 45 und 50 Jahre alt sind und naturwissenschaftliche oder technische Bildungsabschlüsse haben. In dieser Hinsicht unterscheidet sich Ostdeutschland nicht sonderlich von anderen Transformationsökonomien.

### Vergleich mit anderen osteuropäischen Transformationsökonomien
Was Alter, Bildungsstand und Geschlecht betrifft, so kann man keinen ostdeutschen „Sonderweg“ in der Rekrutierung ökonomischer Positionseliten erkennen. Während jedoch in Osteuropa die alten Eliten häufig auch die neuen Eliten stellten, gab es – aufgrund der Wiedervereinigung – eine derartige Kontinuität in Ostdeutschland nicht:

„1993 entstammten in Russland 51 Prozent der neuen Elite der alten Nomenklatur, in Polen waren es 40 Prozent, in Ungarn immerhin noch 33 Prozent. Am stärksten zeigt sich diese Kontinuität im Wirtschaftssektor, wo 1993 in Russland 53 Prozent, in Polen 51 Prozent und in Ungarn immerhin noch 35 Prozent der neuen ökonomischen Eliten aus der alten Wirtschaftselite kamen. Die Wiedervereinigung verhinderte für Deutschland eine solche Elitenkontinuität. Die neuen oder frei gewordenen Positionen gingen an Angehörige der früheren Subeliten [≈ mittleres Management] oder an Westmanager, nicht jedoch an die alten Eliten.“